# Peinture (matière)
Cet article concerne la matière appliquée sur une surface. Pour les autres significations, voir Peinture.

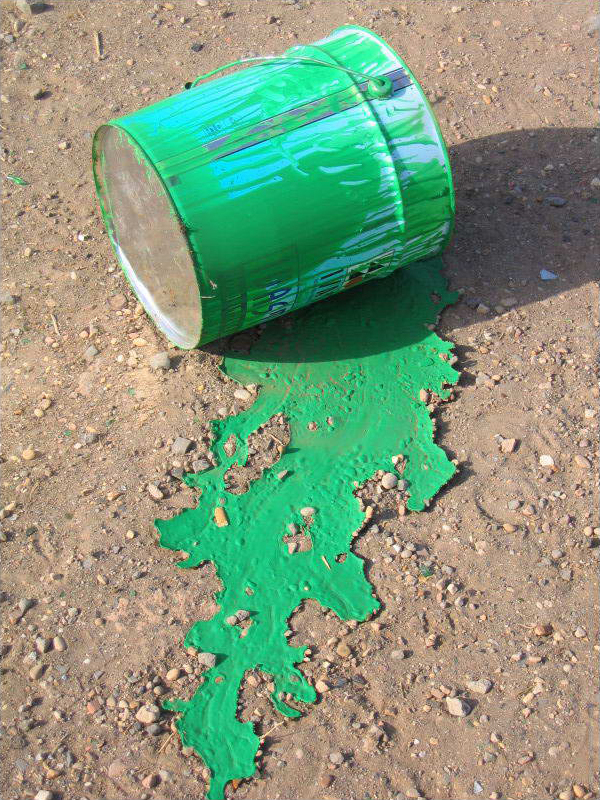
Pot de peinture verte renversé, avec un film de peinture séchée.

La peinture est à la fois une composition généralement liquide employée pour protéger ou décorer la surface d'un objet en le couvrant d'une pellicule opaque ou colorée — les vernis ont une fonction similaire, mais sont transparents —, et la couche mince résultant de cette application .
Une peinture se compose essentiellement d'un liant, liquide avant l'application, solide après, et d'un ou plusieurs pigments pulvérulents qui lui confèrent sa couleur et son opacité. Le solvant ou le diluant qui règle la fluidité du mélange s'évapore au séchage. Des adjuvants permettent de faciliter la mise en œuvre, d'améliorer la conservation, d'ajuster l'aspect brillant ou mat de la peinture sèche.
La distinction entre peintures et encres est principalement d'usage, certaines encres ayant la même composition que des peintures .

## Utilisation

### Fonctions
La peinture a le plus souvent une fonction de protection des matériaux. Elle protège les métaux contre la corrosion, les bois contre les atteintes biologiques (pourriture). Elle forme une couche mince, qu'on peut retirer par décapage et remplacer, en perturbant peu le matériau qu'elle recouvre.
En plus de son rôle protecteur, la peinture a un rôle décoratif. Son aspect et ses couleurs sont un élément de l'architecture extérieure — en alternative aux enduits et aux matériaux bruts — ou intérieure, et du design.
La peinture biodégradable disparait par arrosage humain ou par action de la pluie.

### Qualités
La peinture doit former, une fois appliquée, un revêtement solide, adhérant et durable.
Des fabricants ont développé des peintures en vue de propriétés particulières : autonettoyantes, phytochromes, hydrophobes, dépolluantes, anticorrosives, anti-fissures, anti-moisissures, antibactériennes, thermiques, thermochromiques, magnétiques ou d'isolation électromagnétique.

### Application
La peinture se présente en général sous forme liquide. Elle s'applique avec une brosse à peindre, un pinceau, un rouleau ou par projection d'aérosol au pistolet à peinture. La peinture passe ensuite par un temps de séchage pendant laquelle les contacts, les poussières, les liquides peuvent encore la détériorer, et on peut effectuer des raccords ; pendant cet intervalle le solvant s'évapore et le liant passe par une réticulation qui en fait en revêtement solide. Le peinturage peut comporter plusieurs applications séparées par un séchage donnant des couches ou feuils, de fonctions techniques différentes, apprêt, sous-couche, finition, ou destinées à obtenir un effet de profondeur impossible par d'autres moyens.
Pour obtenir la couleur désirée, on mélange des peintures de formulation similaire, mais de couleurs différentes, en utilisant les proportions qu'indiquent un nuancier, qui tient compte du changement de couleur au séchage.
L'ensemble des couches de peintures s'appelle un système de peinture. Il comprend souvent, dans l'ordre d'application :
1. une peinture primaire ou impression — Imprimeure dans le jargon de la peinture artistique — qui assure l’adhérence sur le support,
2. peinture intermédiaire qui peut assurer plusieurs rôles (garnissant, fausse teinte, entoilage, renforcement antirouille…),
3. peinture ou vernis de finition qui donnera le résultat final recherché.

En milieu industriel, on appelle parfois peinture le revêtement par poudre ; le résultat est identique à celui obtenu avec une peinture. Le système de peinture peut comporter une résine d’assemblage appliquée au support.
Dans le second œuvre du bâtiment, la peinture en filière sèche, préfabriquée industriellement, se présente sous forme d’un système de peinture constitué d’un feuil sec complexé à un substrat souple. Il s’applique aux supports (absorbants ou non) grâce à une résine d’assemblage.

## Composition
On fabrique les peintures en vue de l'usage sur un support avec une méthode d'application définis à l'avance.
La formulation d'une peinture s'effectue à partir de sa destination. L'artiste, technicien ou artisan qui la mélange pour un usage immédiat peut utiliser des recettes pratiques ; des professionnels en ont publié des recueils depuis la Renaissance. La production industrielle établit la composition à partir d'un cahier des charges fonctionnel.
La peinture est un milieu dispersé colloïdal, plus précisément un sol, dispersion de particules solides de 1 à 10 µm dans un liquide.

### Liant
Le liant donne son nom à la peinture : peinture glycérophtalique, peinture à l'huile, etc. Le liant assure la fonction de protection du matériau peint. Il doit adhérer au support. Il participe à l'aspect de la surface peinte par son état de surface et par son indice de réfraction, qui gouverne l'interaction de la lumière avec les pigments qu'il contient. Plus l'indice de réfraction du liant est élevé et sa surface, lisse, et plus la peinture est brillante. La plupart des liants sont organiques ; la chaux est un liant minéral historique.
Le liant est liquide et durcit après la mise en œuvre. Ce durcissement se produit quand le processus de réticulation a constitué des interactions entre molécules. On appelle ce durcissement « séchage » par analogie, puisqu'il est le résultat de l'exposition à l'air. Il peut se produire d'au moins deux façons différentes.
Le liant peut être dissous dans un solvant, qui s'évapore, laissant les liaisons chimiques transformer le liquide en polymère. la pellicule de peinture reste soluble dans son solvant.
Très souvent, le processus est chimiquement très différent d'un séchage : le liant se transforme en polymère par oxydation. La peinture « sèche » forme alors une couche plastique insoluble dans le solvant initial.
Les peintures en poudre n'ont pas de solvant, et quelquefois pas de pigment. Elles sont constituées d'une matière plastique fusible, qu'une teinture peut colorer dans la masse. Projetées en dispersion dans l'air sur la surface à peindre, chargée électriquement de façon à attirer les particules, elles sont ensuite fondues par la chaleur d'un four ou d'un rayonnement infrarouge.

### Solvants et diluants
Diluant et solvants rendent le liant assez fluide pour faciliter l'application de la peinture.
On appelle souvent « sans solvant » les peintures acryliques ou vinyliques dont le diluant est l'eau, par opposition à la peinture glycéro qui se dilue au white spirit.

Le terme diluant a un sens plus général. Un solvant dissout le liant, c'est-à-dire que les molécules se trouvent indistinctement mélangées, comme le sucre dans l'eau ; un diluant s'ajoute à une émulsion, qui est une dispersion de particules beaucoup plus grosses, comme la crème dans le lait. Un liant dissous dans un solvant peut-être ensuite dilué.
L'acétone dissout le nitrocellulose. L'alcool dilue ce liquide.
Les solvants sont des liquides volatiles. De ce fait, ils s'évaporent rapidement, ce qui les fait choisir, par exemple, pour peintures en aérosol. Leur odeur et les dangers qui leur sont associés leur fait préférer les peintures en émulsion pour le bâtiment. Le danger principal des solvants vient de leur inflammabilité, qui peut être explosive. Beaucoup de solvants sont nocifs, irritants ou toxiques.
L'incorporation de solvants et diluants permet de régler la viscosité et plus généralement les propriétés rhéologiques de la peinture liquide.

### Pigments et charges
Les pigments et les charges sont des poudres insolubles dispersées dans le liant. Ils déterminent l'aspect de la surface peinte.
Les pigments ont pour rôle de rendre opaque, de colorer, et dans le cas d'une peinture métallisée, de réfléchir la lumière.
Les charges sont généralement des produits beaucoup moins coûteux. Elles servent à ajuster les caractéristiques rhéologiques de la peinture pour faciliter son application régulière. Elles peuvent améliorer les qualités mécaniques comme la dureté, la facilité de ponçage, la résistance à l’abrasion, ainsi que l’imperméabilité. Par convention, on appelle charges des poudres blanches d'origine naturelle, d'indice de réfraction inférieur à celui du sulfate de baryum, 1,64. De ce fait, des matières autrefois considérées, faute de mieux, comme des pigments, sont aujourd'hui classées comme charges.
La couleur et l'opacité de la pellicule de peinture dépend des indices de réfraction respectifs du liant et des pigments. Plus la différence est importante, et plus la peinture pourra être opaque. La craie, dont l'indice de réfraction est d'environ 1,52, ne peut servir d'opacifiant dans l'huile de lin, dont l'indice est d'environ 1,5. C'est ce qui explique que le dioxyde de titane, dont l'indice est le plus élevé de tous les pigments blancs, 2,7, soit le pigment le plus utilisé. À indice de réfraction égal, plus les poudres sont fines, moins elles sont opaques.
La concentration pigmentaire volumique (CPV) exprime la proportion du volume des produits pulvérulents, principalement pigments et charges, dans le volume de la pellicule de peinture. Les vernis ont une concentration nulle, les laques, de 15 à 20%, la concentration croît pour les peintures satinées jusqu'à 60% pour les peintures mates. La concentration pigmentaire critique est celle où il y a juste assez de liant pour remplir les vides entre les particules de pigments et de charge. Elle permet d'apprécier les propriétés de la peinture. Si la CPV est moindre, le liant enrobe largement les particules, la surface peut être lisse, les pigments sont protégés du milieu ambiant. Si elle est supérieure à la valeur critique, les pigments sont plus exposés, et la peinture tend à être poreuse. La concentration pigmentaire critique équivaut à ce qu'on appelle en peinture à l'huile la « prise d'huile ». Elle peut s'apprécier en mesurant l'opacité de peintures composées avec une proportion variable de liant.
La peinture en poudre doit se décrire par d'autres moyens. C'est un plastique, qui peut être teint par des molécules dispersées en phase liquide et incorporer des pigments (insolubles).
L'art de trouver des formules pigmentaires pour obtenir un aspect identique à celle d'une peinture d'origine, quelles que soient les conditions d'éclairage s'appelle le contretypage. Il est délicat lorsqu'on n'a pas connaissance des pigments d'origine ou pas la possibilité de se les procurer, à cause du métamérisme, qui fait paraître les produits semblables sous une lumière donnée, mais différents sous une autre. Il l'est plus encore si l'aspect inclut l'opacité, l'état de surface, le brillant, particulièrement dans le cas des peintures métallisées.

### Additifs
Les additifs sont des composants ajoutés en petite quantité pour améliorer les peintures, soit au moment de l'application, soit en tant que pellicule protectrice et décorative.
- siccatif, accélérant la solidification du liant par oxydation sous l'effet de l'exposition à l'air, ou plus rarement retardateur pour permettre une application plus lente ;
- conservateurs pour allonger le délai entre fabrication et mise en œuvre ;
- émulsifiants, qui évitent le dépôt ou sédimentation des poudres en émulsion au fond du liquide, ainsi que la floculation ;
- plastifiants, qui améliorent l'élasticité de la couche de peinture ;
- produits mouillants destinées à favoriser le mouillage de la peinture liquide et sa répartition sur le support ;
- des adjuvants peuvent renforcer certaines propriétés des peintures une fois appliquées, comme l'élasticité, la résistance au feu (retardateur de flamme), aux champignons, aux insectes… On crée ainsi des peintures conductrices de l'électricité. Le dioxyde de titane, le pigment opacifiant le plus courant, sert sous sa forme nanoparticulaire[12], transparente, dans certaines formulations de peintures d'extérieur, comme photocatalyseur pour la destruction de polluants dans l'air[13].

## Essais

### Colorimétrie
Des nuanciers donnent rapidement l'aspect des peintures. La colorimétrie donne une base physique aux classements. Des peintures de couleur identique sous la lumière de référence sont métamères, mais peuvent se distinguer sous une autre lumière. Pour avoir le même aspect sous tout éclairage, elles doivent avoir le même spectre d'absorption. La mesure du spectre d'absorption du revêtement inclut le plus souvent les infrarouges, qui importent pour la performance énergétique, et les ultraviolets pour certaines utilisations.
La colorimétrie évalue aussi le brillant ou la matité, la transparence ou l'opacité.

### Pellicule
L'épaisseur totale de la couche de peinture sur un échantillon plat peint dans les mêmes conditions que la pièce à peindre se mesure facilement, mais un appareil de mesure d'épaisseur de revêtement permet d'évaluer celle de chaque couche.
Un essai d'adhérence de revêtement vérifie la tenue sur le support.
Le pendule de Persoz sert à évaluer la dureté de la peinture mise en œuvre. D'autres caractéristiques mécaniques peuvent avoir de l'importance, notamment pour l'usage en conditions extrêmes : coefficient de dilatation thermique, élasticité, à mettre en rapport avec ceux du support.

### Solidité
La durabilité de la peinture s'évalue en observant la tenue d'un échantillon dans le temps, ou en le soumettant à un processus de vieillissement accéléré qui fait varier exagérément les facteurs qui influent sur sa dégradation : température, rayonnements, etc.
On éprouve la durée de conservation de peinture prête à l'emploi. La dégradation peut être temporaire, avec une sédimentation des pigments et charge qu'une agitation mécanique peut disperser à nouveau, ou définitive si des processus d'évaporation et de polymérisation se sont produits avant l'emploi.
Les fabricants, et souvent les utilisateurs, effectuent des essais de solidité de la peinture appliquée selon les règles, dans des conditions d'usage correspondant à celles envisagées. On vérifie la tenue des couleurs et la solidité du liant. L'échelle des bleus permet de classer la solidité des couleurs. Les conditions d'exposition incluent la lumière, l'atmosphère et ses polluants, les produits de nettoyage.

## Secteurs d’activité
De nombreux secteurs d’activité mettent en œuvre la peinture : décoration, bâtiment, automobile, marine, industries… La peinture est souvent la dernière finition apportée à un objet — parfois avant l'assemblage final, comme dans l'automobile —, et la première perception qu’on en a.
Les métiers concernés mettent en œuvre aussi bien les peintures que les enduits, lasures et vernis.

### Décoration
Les peintures « Grand Public » sont aussi appelées peintures de « décoration ». Ce sont des produits destinés à être mis en œuvre par des particuliers pour leurs besoins propres : revêtements intérieurs et extérieurs des murs, plafonds et sols. Les couleurs et les structures de peinture décoratives ont pour fonction principale d’apporter du bien-être aux occupants d’un lieu en accord avec leur personnalité. Ces peintures sont souvent des émulsions diluées à l'eau, qui ont l'avantage d'un séchage et d'un durcissement assez rapides et d'avoir peu d'odeur. Elles contiennent de plus faibles quantités de solvants que les peintures diluées au white spirit. Dans tous les cas, les composés organiques volatils qui s'en émanent constituent une pollution de l'air intérieur, que l'on cherche à limiter.

### Bâtiment et travaux publics
Les entreprises du bâtiment mettent en œuvre les peintures dans la construction ou la rénovation de bâtiments après avoir préparé les surfaces. Le secteur s’étend aux peintures pour la serrurerie des bâtiments (croisées, persiennes, garde-corps, clôtures...) et à la peinture routière produits pour le marquage des chaussées. Ces produits sont vendus par des distributeurs (indépendants ou intégrés), des négociants en matériaux ou directement par le fabricant à l'entrepreneur. Les fonctions des produits de peinture bâtiment sont la protection des supports autant que leur décoration.

### Produits manufacturés
La peinture dite industrielle est appliquée sur de nombreux produits. Elle est la touche finale des produits manufacturés et le premier contact visuel et tactile des produits de toutes sortes. Les fonctions des peintures destinées à l’industrie sont la protection, l’isolation et la décoration. Ces peintures obéissent à des cahiers des charges exigeants et des normes de protection de l’environnement et des personnes.
La peinture automobile constitue une activité importante et un secteur bien délimité. Elle concerne la production des véhicules et leur réparation, où s’exerce l'art de retrouver la couleur d'origine. En première monte, la mise en peinture des véhicules automobiles applique, sur une épaisseur de 0,1 mm, 4 couches successives : la cataphorèse, l'apprêt, la base colorée et le vernis. Elle assure deux fonctions : la protection des supports, avec des garanties anticorrosion, et l’aspect final. Les peintures automobiles, appliquées dans un contexte industriel, sont presque toujours des produits en phase solvant, garantissant un séchage très rapide et une surface lisse à l'aspect brillant, augmenté encore quand il s'agit de peinture métallisée.

### Construction mécanique et navale
La peinture anticorrosion protège les ouvrages de construction mécanique ou navale tout en les valorisant par la couleur. Elle est souvent associée à la peinture dite « marine » car sa fonction première est de préserver les structures contre les assauts du temps, de l’eau, du gel et du vent. Ces systèmes de peinture sont essentiels à la protection des ouvrages et sont partie intégrante des constructions dès leur conception.
La peinture marine est souvent antifouling (anti-salissure).

### Beaux-arts
Les artistes-peintres, les amateurs et étudiants peuvent utiliser les peintures ordinaires servant à la décoration intérieure ou extérieure ou bien à la réparation automobile ; mais ils préfèrent la plupart du temps des peintures fines, plus chères, mais spécialement adaptées à leur usage qui implique le plus souvent l'application de peinture sur des petites aires du support.
Jusqu'au XVIIIe siècle, les artistes broyaient eux-mêmes leurs couleurs avec leurs liants, selon des recettes qui permettent parfois de distinguer les styles régionaux. Ils ont, depuis la Renaissance, choisi leurs matériaux en vue de leur conservation, idéalement pendant des siècles. Depuis l'Antiquité, on lie les pigments avec des colles, d'ordinaire animale (colle de peau, colle de poisson), quelquefois végétale, dans des techniques appelées détrempe ou peinture à la colle[réf. souhaitée]. La tempera, aussi très ancienne, utilise l'œuf, dont le jaune est une émulsion naturelle, qui durcit progressivement en perdant son eau. De la peinture à l'encaustique, utilisant la cire comme liant, a survécu depuis le IIe siècle dans les portraits du Fayoum. 
À partir de la Renaissance, la peinture à l'huile emploie comme liant principal une huile siccative comme l'huile de lin, restant maniable pendant plusieurs jours, qui permet une extrême douceur de la peinture et l'utilisation de transparences. Cette peinture, qui a dominé l'art pendant plusieurs siècles, a intégré des liants résineux utilisés auparavant, quelquefois désignés comme médium à peindre pour les distinguer de l'huile à laquelle l'artiste peut les mélanger, ce qui a donné lieu à un ensemble de techniques complexes. Ces techniques emploient comme solvants des produits pétroliers comme le white spirit ou de l'essence de térébenthine.
Le liant de l’aquarelle et de la gouache, techniques plus fragiles qu'on pratique essentiellement sur papier, est une gomme soluble à l'eau, gomme arabique le plus souvent.
Au XXe siècle, l'industrie chimique a développé — en plus de nombreux pigments — les liants vinylique, acrylique, alkyde et glycérophtalique, utilisés d'abord en décoration, puis dans les beaux-arts, avec des formulations adaptées, notamment une onctuosité qui rappelle celle de la peinture à l'huile. On parle couramment de peinture acrylique pour ces peintures distribuées en émulsion dans l'eau, que l'artiste peut diluer pour obtenir la consistance souhaitée. La polymérisation se fait par coalescence des particules de résine à l'évaporation de l'eau.
Aujourd'hui les peintures fines se vendent dans un circuit commercial particulier, marchands de couleur et rayons spécialisés des magasins généralistes.

## Sécurité

### Mise en œuvre
Les peintres doivent se protéger contre les parties nocives de la peinture, principalement les solvants. Lors de la préparation, les poudres de pigments et de charges créent des risques professionnels.
Les peintures ne contenant pas de solvant hydrocarbure (exemple : white spirit) peuvent contenir des additifs comme les éthers de glycols pouvant eux aussi nuire à l'environnement et à l'homme. Il est donc nécessaire de se protéger au maximum en manipulant ces produits avec des masques, des gants, voire des lunettes, et de ne pas les jeter ni dans les systèmes d'évacuation (éviers, sanitaires…), ni dans la nature.

### Contaminants
Les deux contaminants les plus fréquents sont :
- les solvants toxiques, cancérigènes ou mutagènes.
- les métaux lourds ou métalloïdes toxiques. Il peut s'agir de métaux involontairement introduits avec des pigments impurs. Ils peuvent aussi faire partie de la formulation. La peinture au plomb contient soit des pigments, principalement céruse ou minium de plomb antirouille, soit des siccatifs — ceux de la peinture à l'huile se basaient aussi sur le plomb —. Ainsi, des cas graves de saturnisme infantile persistent dans le monde, en raison de peintures anciennes, mais aussi en raison de peintures récentes. En 2018, le Programme des Nations Unies pour l'environnement et l'Organisation mondiale de la santé ont conjointement lancé une Initiative internationale volontaire, en s'appuyant sur une Alliance mondiale pour l’élimination des peintures au plomb créée en 2009 par une résolution unanime votée lors d'une réunion de l'Approche stratégique de la gestion internationale des produits chimiques (SAICM). Cette initiative est une « loi-type » d'interdiction progressive puis totale des peintures contenant plus de 90 ppm de plomb, proposée à tous les États membres n'ayant pas encore efficacement légiféré à ce sujet[25]. Cette loi est présentée comme pouvant être aisément adaptée aux droits nationaux des pays pauvres où ces peintures sont encore courantes.

Selon les auteurs de ce projet de loi-type, la contamination involontaire des peintures par le plomb est si fréquente qu'il ne semble pas possible de viser le « zéro plomb ». Ils proposent 90 ppm comme seuil légal à ne pas dépasser.
Certaines peintures sont volontairement très enrichies en substances écotoxiques destinées à être lentement relâchées par la peinture. Les antifoulings protègent ainsi une coque de navire du recouvrement par un biofilm freinerait le bateau. Dans d'autres cas les propriétés pesticides (insecticides, fongicide, bactéricide...) de la peinture protégent le bois qu'elle recouvre.